# Pielęgniarstwo i Zdrowie Publiczne
Pielęgniarstwo i Zdrowie Publiczne (ang. Nursing and Public Health) – medyczne czasopismo naukowe wydawane w otwartym dostępie przez Wydawnictwo Uniwersytetu Medycznego im. Piastów Śląskich we Wrocławiu. W kwartalniku publikowane są artykuły z różnych dziedzin pielęgniarstwa i zdrowia publicznego. Redaktorem naczelnym jest dr Dominik Krzyżanowski. W Index Copernicus przyznano czasopismu temu 69,56 pkt.